# Лихославль
Лихосла́вль або Лігосла́вля (рос. Лихославль, карел. Lihoslavl’a) — місто в Росії, адміністративний центр Лихославльського району Тверської області.

## Географія
Місто розташоване на залізничній лінії Москва — Санкт-Петербург між Твер'ю та Вишнім Волочком, за 41 км на північний захід від Твері.
На півдні міста протікає мала річка Черемушки, яка на південному сході впадає в штучне озеро Лихославльське, утворене з метою постачання водою станції Лихославль у 1906 році.

## Історія
Лихославль виник на місці села Осташково та маєтку Лихославль на початку ХХ століття. Перша згадка про Осташково зустрічається в Писцевих книгах Новоторжського повіту 1624. Перша згадка про маєток Лихославль зустрічається в ревізьких списках 1816 року. Це вотчина капітана Івана Івановича Суліна, у якій налічувалося 18 селян, 23 дворові людини. У 1848 на мапі Тверської губернії маєток Лихославль позначено одним двором на березі річки Лихославки (притока Кави).
30 травня 1870 року Осташково, через яке пройшла Миколаївська залізниця, стало залізничним вузлом — відкрився рух поїздів на Торжок.
1896 року в Лихославлі налічувалося 228 осіб. У 1907 році станція Осташково перейменована в станцію Лихославль, оскільки вантажі часто плуталися і вирушали в повітовий Осташков та навпаки. За даними перепису 1907 року на станції Лихославль було 209 дворів.
У 1925 році указом ВЦВК Лихославлю присвоєно статус міста.
З 1937 по 1939 роки Лихославль був адміністративним центром Карельського національного округу.
1997 року створена Національно-культурна автономія (НКА) тверських карелів з центром у Лихославлі. Видається газета «Карельское слово».

## Економіка
- Радіаторний завод
- завод «Світлотехніка»
- виробництво керамічних виробів
- молокозавод
- Дім Хліба, хлібо-булочне виробництво
- кондитерська фабрика «Российские лакомства»
- асфальтовий завод

## Культура та освіта
- педагогічне училище
- професійний ліцей № 35
- музична школа
- дитячо-юнацька спортивна школа
- три середньоосвітні школи (№ 1, школа № 2, № 7)
- філія Тверського державного об'єднаного музею
- бібліотека ім. Володимира Соколова
- будинок дитячої творчості
- ДК ім. 40-річчя Перемоги
- видається газета «Наше життя»
- православна церква Успіння Пресвятої Богородиці

## Відомі уродженці та жителі
- Валентин Зека (1927–1982) — поет і правозахисник
- Климов Дмитро Михайлович (н. 1933) — вчений у галузі механіки, академік РАН
- Михайло Козирев (1882–1942) — письменник-сатирик
- Володимир Соколов (1928–1997) — поет
- Марина Соколова (н. 1933) — дитяча письменниця
- Олеся Рулін (н. 1986) — американська акторка, відома за роллю Келсі у фільмі Шкільний мюзикл